# Silu Seppälä
Silu Seppälä, all'anagrafe Antti-Juhani Seppälä (Lavia, 20 settembre 1954), è un musicista e attore finlandese, noto per essere stato membro dei Leningrad Cowboys e per aver partecipato, da solo o con il gruppo, ad alcuni film di Aki Kaurismäki (come La fiammiferaia o Leningrad Cowboys Go America).
La sua interpretazione nel film Zombie ja kummitusjuna gli valse, nel 1991, la Concha de Plata al miglior attore.

## Discografia

### Leningrad Cowboys
- 1989 - Go America
- 1992 - We Cum From Brooklyn
- 1993 - Total Balalaika Show - Helsinki Concert
- 1993 - Live in Provinzz
- 1994 - Happy Together
- 1996 - Go Space
- 1997 - Mongolian Barbeque
- 1999 - Thank You Very Many - Greatest Hits And Rarities
- 2000 - Terzo Mondo
- 2000 - Go Wild

## Filmografia

### Cinema
- Ihmemies, regia di Antti Peippo (1979)
- Rocky VI, regia di Aki Kaurismäki – cortometraggio (1986)
- Leningrad Cowboys: Thru the Wire, regia di Aki Kaurismäki – cortometraggio (1987)
- Leningrad Cowboys Go America, regia di Aki Kaurismäki (1989)
- La fiammiferaia (Tulitikkutehtaan tyttö), regia di Aki Kaurismäki (1990)
- Zombie ja Kummitusjuna, regia di Mika Kaurismäki (1991)
- Leningrad Cowboys Meets Moses, regia di Aki Kaurismäki (1994)
- Nuvole in viaggio (Kauas pilvet karkaavat), regia di Aki Kaurismäki (1996)
- L'uomo senza passato (Mies vailla menneisyyttä), regia di Aki Kaurismäki (2002)
- Nousukasi, regia di Johanna Vuoksenmaa (2003)
- Le luci della sera (Laitakaupungin valot), regia di Aki Kaurismäki (2006)

### Televisione
- Viemäri-tv – serie TV, 10 episodi (1989)
- Trabant express – serie TV, 20 episodi (1997)

## Premi e riconoscimenti

### Festival internazionale del cinema di San Sebastián
- 1991: - Miglior attore per Zombie ja kummitusjuna